# Gorka Hermosa
Gorka Hermosa Sánchez (Villarreal de Urrechua, Guipúzcoa, 29 de abril de 1976) es un compositor, acordeonista, profesor y escritor español. Sus obras han sido interpretadas por más de 40 orquestas de Europa, Estados Unidos, Brasil o Corea del Sur, como la Berliner Symphoniker.

## Biografía
Comenzó a los 8 años recibiendo clases de solfeo en Zumárraga. A los 12 años todavía no había escogido instrumento, porque en la localidad estaban limitados, pero finalmente se decidió por el acordeón. Estudió en Zumárraga junto a su primer profesor, Javier Ramos. Tras él se formó con el francés Thierry Paillet y tras dos años tuvo la oportunidad de estudiar junto al profesor del conservatorio de Moscú, Friedrich Lips. Terminó los estudios superiores de acordeón en el Conservatorio de Vitoria con premio de honor.
En 1998 ganó el Concurso Permanente de Jóvenes Intérpretes de Juventudes Musicales de España, premio que le concedió ser el primer acordeonista español en actuar como solista de una orquesta, la Orquesta de Radio Televisión Española. En 2004 publicó su libro El repertorio para acordeón en el estado español con la editorial Hauspoz, de la cual fue director. Desde 2005 se hizo cargo de las clases de acordeón del Conservatorio Jesús de Monasterio de Santander. En 2006 fundó Ediciones Nubero, editorial que ha publicado varios libros de música, tres de ellos de Hermosa: Oposiciones para Acordeonistas, El acordeón en Cantabria y la reedición de El repertorio para acordeón en el estado español. Su primer disco en solitario lo grabó ese mismo año con el título Tangosophy, donde unió ritmos tradicionales ibéricos como la bulería, el fandango o la jota.

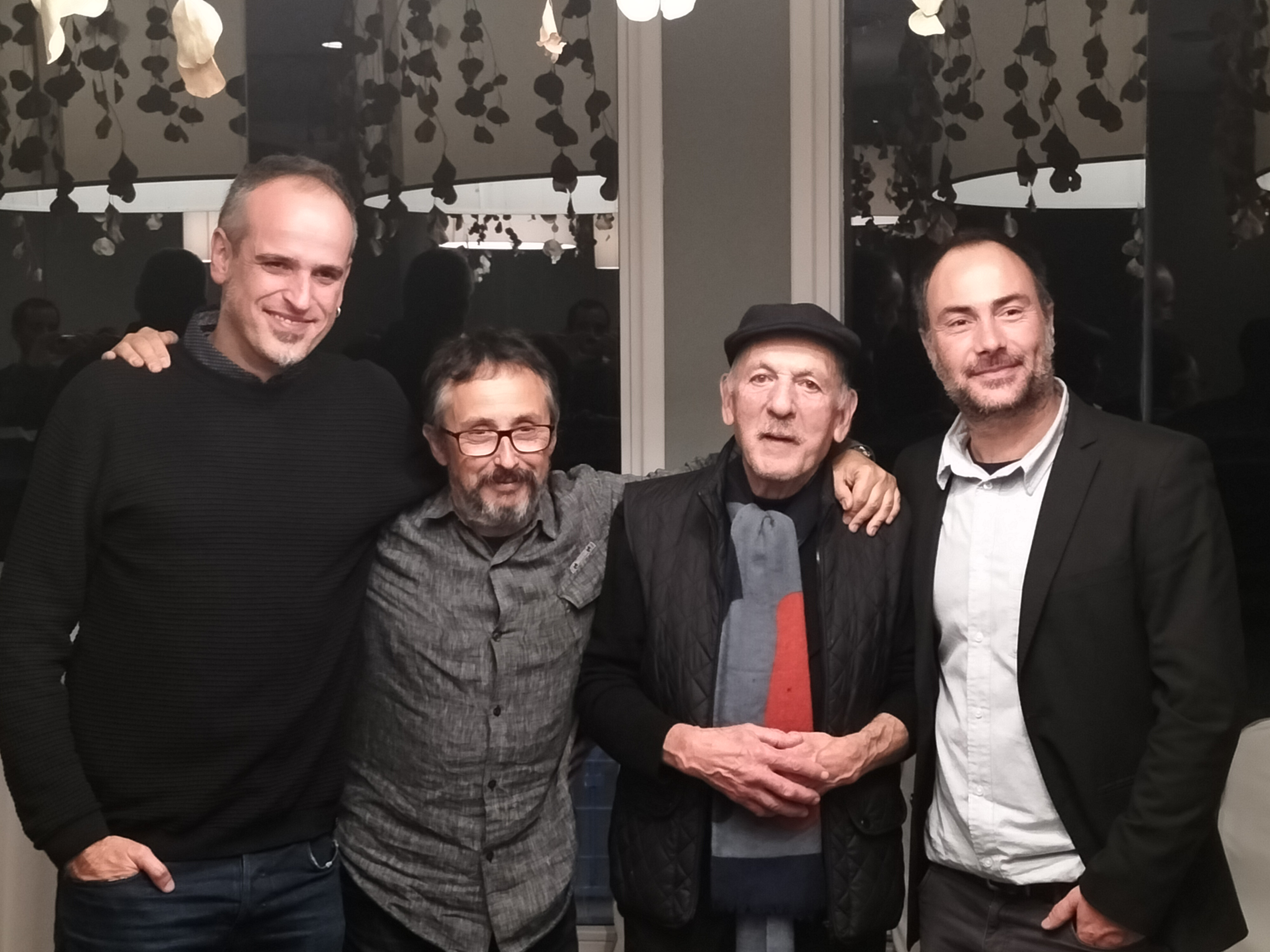
Tras el estreno del documental En la línea del horizonte, sobre la biografía de Roberto Orallo con música de Hermosa

En 2012 participó como músico en documental Oda a la fábrica abandonada de Unai Alonso sobre la relación existente entre las personas y zonas industriales abandonadas. En 2013 publicó su cuarto libro con la editorial Kattigara, The accordion in the 19th century. En 2013 obtuvo el CIA IMC-Unesco Composition Prize, premio concedido por la Confédération Internationale des Accordéonistes. En 2014 grabó su segundo disco en solitario, Heterodoxia, como celebración de sus 25 años en la música. La obra mezcla música clásica con jazz, flamenco y tango. En 2014, 2016 y 2017 ganó el International Composition Contest de la Confédération Mondiale de l'Accordéon. En 2017 el polaco Lukas Gogol ganó el programa televisivo Got Talent con dos obras de Hermosa. En semifinales tocó Anantango, mientras en la final utilizó Ekia. En 2019 se abrió en su nombre la Accademia di Musica Hermosa, radicada en Sicilia. Ese mismo año también apareció entre los diez acordeonistas más queridos del mundo para la revista estadounidense Accordion Stars. Ese mismo año puso la música para el documental sobre el mundo de las traineras Ciaboga, dirigido por Iñaki Pinedo, con el que volvería a colaborar en 2022 En la línea del horizonte, documental biográfico sobre Roberto Orallo.
En 2020 fue nombrado uno de los seis embajadores de turismo de Guipúzcoa por la Diputación Foral, y publicó su tercer disco en solitario, Fragilissimo. Esta obra mezcla estilos como el impresionismo, obras contemporáneas, minimalistas, neotonales y populares. Al año siguiente tocó junto al String Quartet en Siberia, además de realizar conciertos en solitario en Normandía y Ostrava. A finales de año estrenó en Sevilla junto a Natalia Erice la obra de teatro Rumbo Rodari y posteriormente el disco-libro de Jon Maia. En 2022 la Confédération Mondiale de l'Accordéon (CMA) organizó en Tianjin el Gorka Hermosa International Composition Contest, un concurso internacional de acordeón donde los participantes debían interpretar obras del artista. Ese mismo año presentó junto al guitarrista flamenco José Luis Montón el disco Flamenco Etxea 2, segunda colaboración entre ambos después de Flamenco Etxea, publicado en 2011. A finales del año siguiente también presentó junto a Garikoitz Mendizabal (txistu) el disco Sustraien matxinada.

## Discografía
Álbumes de estudio
- 2002: Itxaroten (con el grupo Ilunabar)
- 2006: Tangosophy
- 2011: Flamenco Etxea (junto a José Luis Montón)
- 2014: Heterodoxia
- 2015: Malandro Club (con el grupo Malandro Club)
- 2017: Ele, Lauaxeta-Lorca (junto a Jesús Prieto "Pitti" y Jon Maia)
- 2018: Hezurbeltzak (con el grupo Hezurbeltzak)
- 2019: Atlantia Ë Ria (con el grupo Atlantia Ë Ria)
- 2019: Blanchard Strings (con el grupo Blanchard Strings)
- 2020: Fragilissimo
- 2022: Flamenco Etxea 2 (junto a José Luis Montón)
- 2023: Sustraien Matxinada (junto a Garikoitz Mendizabal)